# Курский (Новосибирская область)
Курский — упразднённый в 2017 году посёлок в Баганском районе Новосибирской области. Входил на момент упразднения Андреевского сельсовета.

## География
Площадь посёлка — 19 гектар.

## История
Основан в 1907 году. В 1928 г. деревня Курская состояла из 124 хозяйства, основное население — русские. Центр Курского сельсовета Андреевского района Славгородского округа Сибирского края.
3 октября 2017 года был упразднен.

## Население
| 1926 | 1976 | 1995 | 2002 | 2007 | 2010 |
| ---- | ---- | ---- | ---- | ---- | ---- |
| 652  | ↘6   | ↘2   | →2   | →2   | →2   |

## Известные уроженцы
- Момот, Николай Ефимович — строитель, Герой Социалистического Труда (1985), Заслуженный строитель РСФСР (1978).

## Инфраструктура
В посёлке по данным на 2006 год отсутствуют социальные объекты.

## Транспорт
Просёлочные дороги.